# 1570er
Portal Geschichte | Portal Biografien | Aktuelle Ereignisse | Jahreskalender | Tagesartikel

◄ |
15. Jh. |
16. Jahrhundert
| 17. Jh. | ►

◄ |
1540er |
1550er |
1560er |
1570er
| 1580er | 1590er | 1600er | ►

1570 |
1571 |
1572 |
1573 |
1574 |
1575 |
1576 |
1577 |
1578 |
1579

## Ereignisse
- 1571: Das Jahr der letzten großen Seeschlacht mit Galeeren, der Schlacht von Lepanto.
- 1572: Bartholomäusnacht: Katholiken führen ein Pogrom gegen die Calvinisten (Hugenotten) in Frankreich durch, bei dem Tausende ermordet werden.
- 1572: Mit der Hinrichtung des letzten Inkaherrschers Túpac Amaru auf der Plaza de Armas in Cusco wird das in Perú seit Jahrhunderten bestehende Inkareich durch die Spanier endgültig zerschlagen.
- 1572: Die russische Armee, die von den Fürsten Worotynski und Chworostinin angeführt wird, gewinnt die Schlacht bei Molodi (26. Juli bis 2. August) gegen krimtatarische Truppen, die von Devlet Giray angeführt werden.
- 1576: Spanische Furie: Antwerpen wird während des Achtzigjährigen Krieges (1568–1648) geplündert und niedergebrannt.